# 人形少女16歲!!
《人形少女16歲!!》是永吉武在講談社的《週刊少年Magazine》和《MAGAZINE SPECIAL》上連載的作品。
出演作人形少女17歲!!是同樣是在《週刊少年Magazine》和《MAGAZINE SPECIAL》上以讀切和短期連載的方式連載。於2008年時，由BS富士日劇化。

## 簡介
在某個地方的高中「里山高中」1年B班轉入了一個名叫四谷堇的少女，然而她卻是個由謎樣的男子─老頭所操縱的腹語術人偶！
於是，1年B班便開始了與不可思議的人偶少女共處的校園生活...

## 登場人物

### 共通
四谷堇
表面上是個轉學到里山高中，個性活潑、天真、喜歡貓；富有正義感不過有時卻有點任性，很會唱歌但成績非常爛的女子高中生，然而實際上卻只是個腹語術人偶。每當學生和刑警等人質疑小堇為什麼是人偶或是背後的老頭時，他們的老師和長官都會視而不見的迴避問題，並翻出白眼。
背後有個方形的操縱孔，根據她本人的回憶；她是有上過小學的，而這個時候的外型是國小女童的人偶。
在人形少女17歲!!中，她的成績則十分優秀，可以輕易就獲得全科滿分。
6年後轉學至野之山高中，就讀2年C班。
老頭
本名不明，臉上留有鬍鬚的謎樣男子；無論何時何地都只穿著黑色的緊身衣，無論遇到怎樣的情況都不會說話甚至是發出聲音。打扮的正式一點後，十分受到女學生的歡迎。
不會游泳，是個旱鴨子外體力也很差。
根據四谷堇的回憶畫面，老頭在她讀小學時就一直在背後操縱她了，而那時的外表年記和現在沒什麼兩樣。
全部的外在表現都以四谷堇為主，完全將自己除去了，在日劇版中設定他是八代亞紀的歌迷。

### 人形少女16歲!!登場
大山蓮華
里山高中1年B班的學生，在國小和國中時就常常遭到欺負。在高中時被不良集團使喚時，小堇出手救了她；之後兩人便成為了朋友，不過蓮華還是常常會因為小堇怪異的行為感到困擾。
個性有點天然呆，害怕幽靈和超自然現象，身材十分的不錯。
6年後在玩具公司上班，開發了喵仔搖擺吊飾。
桐生木通
蓮華的同班同學，個性強悍，思考方面常和賭博扯上關係。
由於身為黑道組長的女兒而被周遭排擠、恐懼著，然而在與小堇相逢後打開了封閉的內心；決定在高中3年內都做個普通的女子高中生，3人中唯一不會對於外人對小堇怪異的行為的注意感到困擾。
6年後父親的黑道組織解散，她則開了家服飾店，並與柊和馬訂了婚。
塚本水樹
蓮華的同班同學，個性冷漠；和其他3人不同，成績十分優秀。
由於家庭雙親並不融洽，加上生活過得十分機械化的失望下而疏遠人群；在小堇熱心的干預下打開了封閉的內心，和連華一樣對於小堇怪異的行為感到困擾。
6年後成為了實習律師，目標是幫忙為離婚所苦的人和小孩。
黑木蝶
轉學至1年B班的女學生，外表看似溫柔乖巧；然而實際上卻是想用美色來操控全校男學生的惡劣學生，人前人後的態度完全不同。
然而計畫卻再三的被小堇所破壞，因而視之為眼中釘，然而最後也算是和她和解了。
胸部是用填充物裝大的，對於龍二抱有好感；而後受星探發掘而退學，6年後可以看見她主演了電影。
櫻龍二
表面上是1年A班的不良學生，但實際上和小堇一樣是腹語術人偶；背後也有一個方形的操縱孔，和小堇一樣唱歌很好聽。
而後決定要去見識見識世界，自學校中退學。
人偶女
和老頭一樣，無論何時何地都只穿著黑色的緊身衣的謎樣美女(但是她的比較薄，可以隱約看見胸罩和內褲)，同樣無論遇到怎樣的情況都不會說話甚至是發出聲音。
身材非常的好，外表看起來比老頭年輕很多。
進木大地
1年A班的學生，有恐水症。在小堇的鼓勵下克服了恐懼，甚至在6年後進入了奧運，不過在預賽內便遭到淘汰。
田宮昴
進木大地的同學，有女性恐懼症。在小堇的鼓勵下克服了恐懼，因此迷上了她；6年後成為明星，演出舞台劇。
山吹麗子
原數學專任教師，於1年B班導師因精神衰弱住院後暫代。
日常生活中都像是機器般精準的過著，因此在教學上和學生起了衝突；幸而在小堇的幫忙下和學生們和解，同時也因此迷上了小堇背後的老頭。
情緒亢奮時會喊出「畢達哥拉斯」等數學家的名字，是個音痴。6年後依舊於學校中任教，頭髮則稍微剪短了。
雷克斯‧貝可尼
英文專任教師，英國人；暗戀山吹麗子，對日本文化有著極深的錯誤認知。
6年後回到英國，拜腹語術的名人為師來追求腹語術的極致。

### 人形少女17歲!!登場
高野櫻
野之山高中2年C班的學生，排球社的社員；個性比較男性化，小堇在野之山高中的死黨之一。
木下蘭
小櫻的同班同學，暗戀過修二；然而在告白失敗後就放棄了，小堇在野之山高中的死黨之一。
百合
姓氏不明，小櫻的同班同學；個性比較冷靜沉穩，小堇在野之山高中的死黨之一。
榎彰
2年C班的不良學生，因為打架而被處以休學處分；國中時曾經被送入少年感化院，也被黑道盯上過。
號稱關東最兇惡，私底下卻是個人偶愛好者；小學時他死去的媽媽帶他至玩具店時就對一個洋娃娃陷入初戀，很熟悉人偶的保存方式。
在保護小堇的同時也愛上了小堇。
山梨修二
2年B班的學生，於一次將小蘭掉落的錢包交還給她時被小蘭愛上；然而在小堇自作主張的幫忙下，他反倒是愛上了小堇。
美和椿
2年A班的學生兼風紀委員，任何事情都一版一眼，由於老頭的緣故禁止小堇進入女子廁所而與她起了衝突。
之後因為被其他女同學嘲笑時，小堇出來挺身保護她；兩人和解，也因為小堇的一句話開始化裝起來(但是畫得十分誇張)。
未來成了一流的模特兒，活躍於世界各地；而在小堇自稱有C罩杯時，畫面上則表示她僅有A罩杯。

## 外部連結
- 週刊少年Magazine 作品介紹
- 日劇版官網 （页面存档备份，存于）